# Perizoma maculata
Perizoma maculata là một loài bướm đêm trong họ Geometridae.